# ميلايني ووكر
ميلاني ووكر (بالإنجليزية: Melaine Walker) هي عداءة 400 متر حواجز أمريكية ولدت في يوم 1 مارس 1983 في مدينة كينغستون عاصمة جامايكا، أبرز إنجازاتها كان فوزها بالميدالية الذهبية في دورة الألعاب الأولمبية الصيفية 2008 في بكين، كما فازت بالميدالية الذهبية في بطولة العالم لألعاب القوى 2009 في برلين وبالميدالية الفضية في بطولة العالم لألعاب القوى 2011 في دايغو، ميلاني ووكر هي صاحبة الرقم الأولمبي في سباق 400 متر وهو 52.64 ثانية، أفضل رقم لها هو 52.42 ثانية وألذي سجلته في بطولة العالم 2009 في برلين وهو ثاني أفضل رقم بعد بعد رقم الروسية يوليا بيشونكينا.

## روابط خارجية
- ميلايني ووكر على موقع الاتحاد الدولي لألعاب القوى (الإنجليزية)
- ميلايني ووكر على موقع الدوري الماسي (الإنجليزية)
- ميلايني ووكر على موقع اللجنة الأولمبية الدولية (الإنجليزية)
- ميلايني ووكر على موقع أوليمبيديا (الإنجليزية)
- ميلايني ووكر على موقع اتحاد ألعاب الكومنولث (مؤرشف) (الإنجليزية)